# Awa Marie Coll-Seck
Awa Marie Coll-Seck (sinh năm 1951 tại Dakar, Senegal), là cựu Giám đốc điều hành của The Roll Back Malaria (RBM) Partnership và đang trên Hội đồng quản trị tại Chương trình công nghệ thích hợp trong Health (PATH), Thuốc điều trị Sốt rét (MMV), Hiệp hội kiểm soát véc tơ sáng tạo (IVCC) et al.

## Giáo dục và ấn phẩm
Sau khi lấy được bằng y khoa vào năm 1978 từ Đại học Dakar, Coll-Seck đã phục vụ gần hai mươi năm với tư cách là chuyên gia về các bệnh truyền nhiễm tại các bệnh viện hàng đầu ở Dakar, Sénégal và Lyon, Pháp. Năm 1989, bà được bổ nhiệm làm Giáo sư Y khoa và Bệnh truyền nhiễm tại Đại học Dakar và Trưởng phòng Dịch vụ về Bệnh truyền nhiễm tại Bệnh viện Đại học ở Dakar.
Coll-Seck là tác giả của hơn 150 ấn phẩm khoa học và truyền thông về các chủ đề khác nhau (bao gồm sốt rét, sởi, viêm màng não, uốn ván, thương hàn, lao, HIV/AIDS và các bệnh tim mạch), và là thành viên của hơn 20 tổ chức và hội nghề nghiệp.

## Sự nghiệp
Từ 2001-2003 và một lần nữa từ 2012- (tháng 8) 2017, Coll-Seck đã từng là Bộ trưởng Bộ Y tế của Cộng hòa Sénégal. Với tư cách là Bộ trưởng Bộ Y tế, bà đã khởi xướng cải cách sâu rộng ngành y tế ở Sénégal và tham gia vào một loạt các đối tác chính phủ, xã hội dân sự và khu vực tư nhân trong việc thực hiện và mở rộng các chương trình y tế công cộng. Bà đã huy động cam kết chính trị mạnh mẽ trong nước để sức khỏe được công nhận là chìa khóa cho sự phát triển kinh tế và xã hội, và bà đã huy động thành công các nguồn tài chính cả trong nước và từ các nhà tài trợ quốc tế song phương và đa phương.    

Từ năm 1996 đến 2001, Coll-Seck từng là Giám đốc của Chương trình Liên hợp quốc về HIV / AIDS (UNAIDS) tại trụ sở chính ở Geneva, Thụy Sĩ. Sử dụng các kỹ năng và kinh nghiệm của mình trong việc hoạch định chính sách và nghiên cứu khoa học, bà đã lãnh đạo Phòng Chính sách, Chiến lược và Nghiên cứu, bộ phận lớn nhất trong UNAIDS bao gồm một nhóm các bác sĩ, y tá, nhà nghiên cứu và các chuyên gia kỹ thuật và chính sách quốc tế khác. "Hướng dẫn hỗ trợ các chính phủ và xã hội dân sự trong việc gắn kết các phản ứng quốc gia và cộng đồng của họ với đại dịch AIDS toàn cầu. Awa Marie Coll-Seck sau đó được bổ nhiệm làm Giám đốc Bộ phận Hỗ trợ Khu vực và Quốc gia của UNAIDS, nơi bà phối hợp và huy động hệ thống của LHQ đối với dịch bệnh trong khi giám sát nhân viên UNAIDS phục vụ tại bốn văn phòng khu vực và tại các văn phòng cấp quốc gia ở Châu Phi, Châu Á, Đông và Trung Âu, và Mỹ Latinh và Caribê. Bà cũng từng là Ủy viên trong Ủy ban của Tổng thư ký LHQ về HIV / AIDS và Quản trị ở Châu Phi.
Vào tháng 1 năm 2016, Coll-Seck được Tổng thư ký Liên Hợp Quốc Ban Ki-moon bổ nhiệm vào Nhóm tư vấn cấp cao cho mọi phụ nữ mọi trẻ em.  Cũng kể từ tháng 1 năm 2016, bà đã phục vụ trong Ủy ban Guttmacher - Lancet về Sức khỏe và Quyền sinh sản và Tình dục (SRHR).

## Các hoạt động khác
- Quan hệ đối tác RBM để chấm dứt bệnh sốt rét, Thành viên Hội đồng [4]

## Sự công nhận
Coll-Seck đã được trao tặng các danh hiệu chuyên môn và học thuật sau đây: Faso. Bà được bầu làm chủ tịch Ủy ban B của Hội đồng Y tế Thế giới năm 2002 và là Chủ tịch Hội đồng các Bộ Y tế của Tổ chức Y tế Tây Phi (WAHO, 2002,2003) của Sénégal.